# Murialdo
Murialdo is een gemeente in de Italiaanse provincie Savona (regio Ligurië) en telt 882 inwoners (31-12-2004). De oppervlakte bedraagt 37,5 km², de bevolkingsdichtheid is 24 inwoners per km².
De volgende frazioni maken deel uit van de gemeente: Colle dei Giovetti, Isolagrande, Piano, Ponte, Riofreddo, Valle.

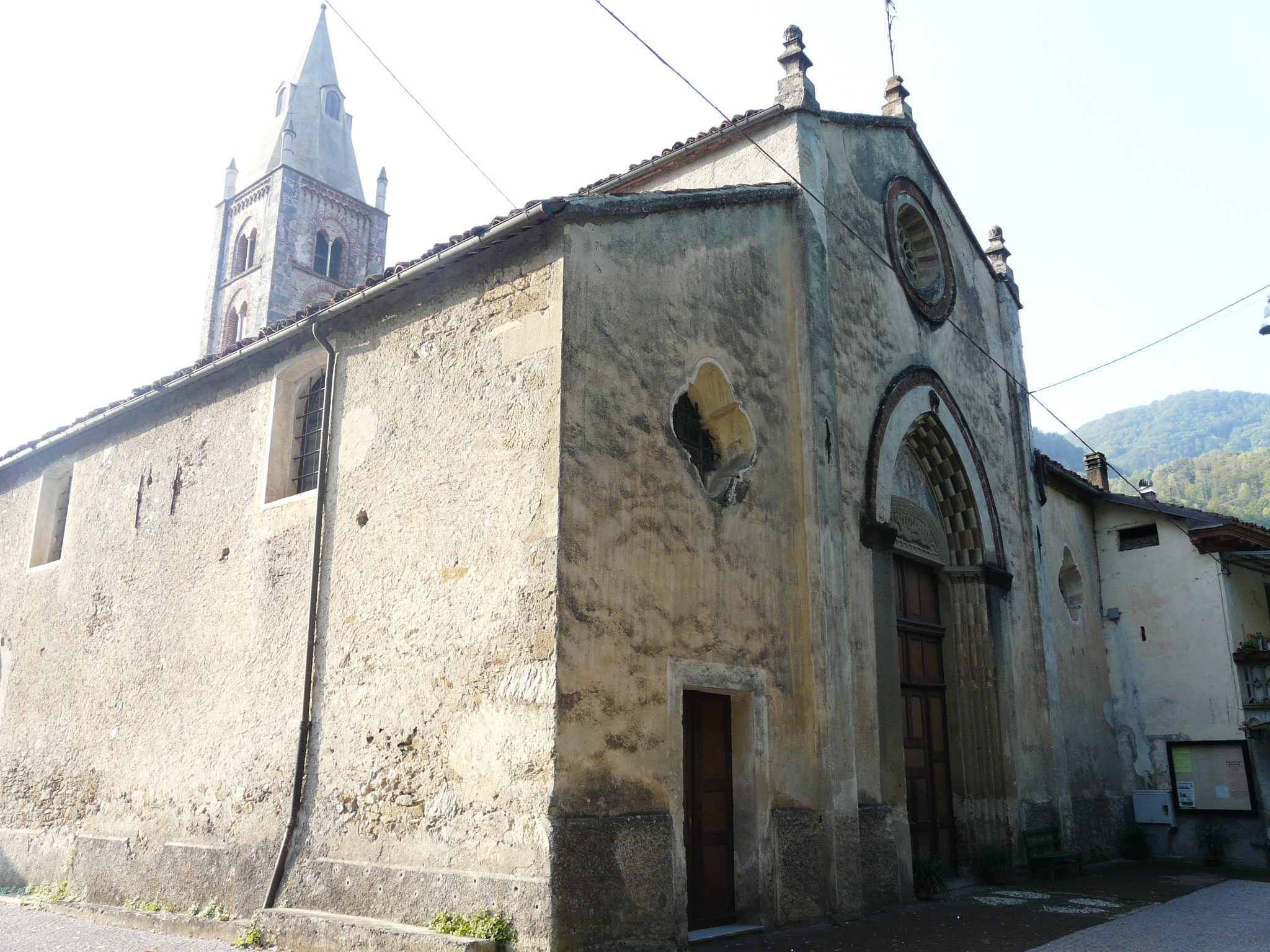
Kerk van San Lorenzo in Murialdo
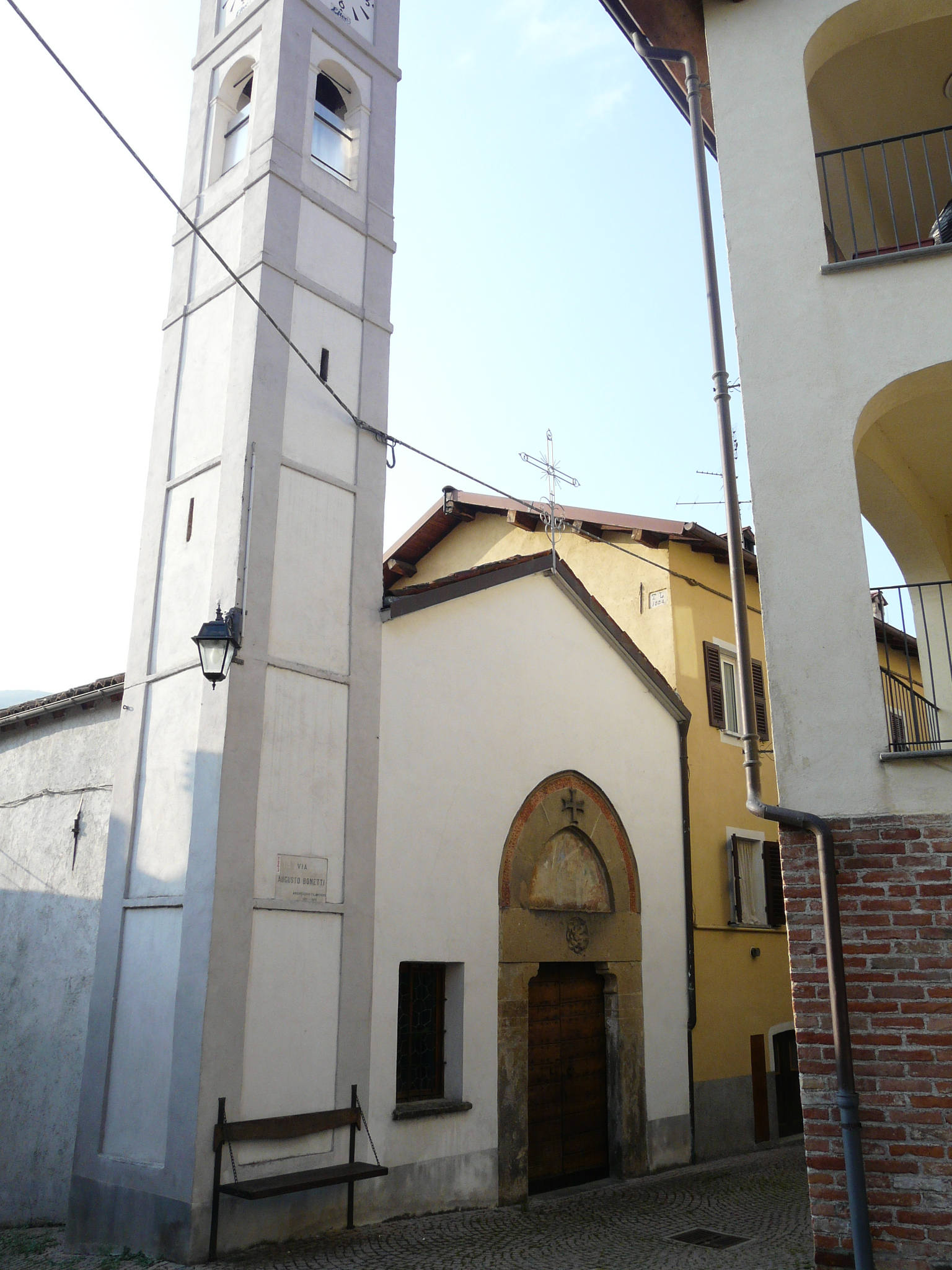
Kerk van San Pietro in Murialdo
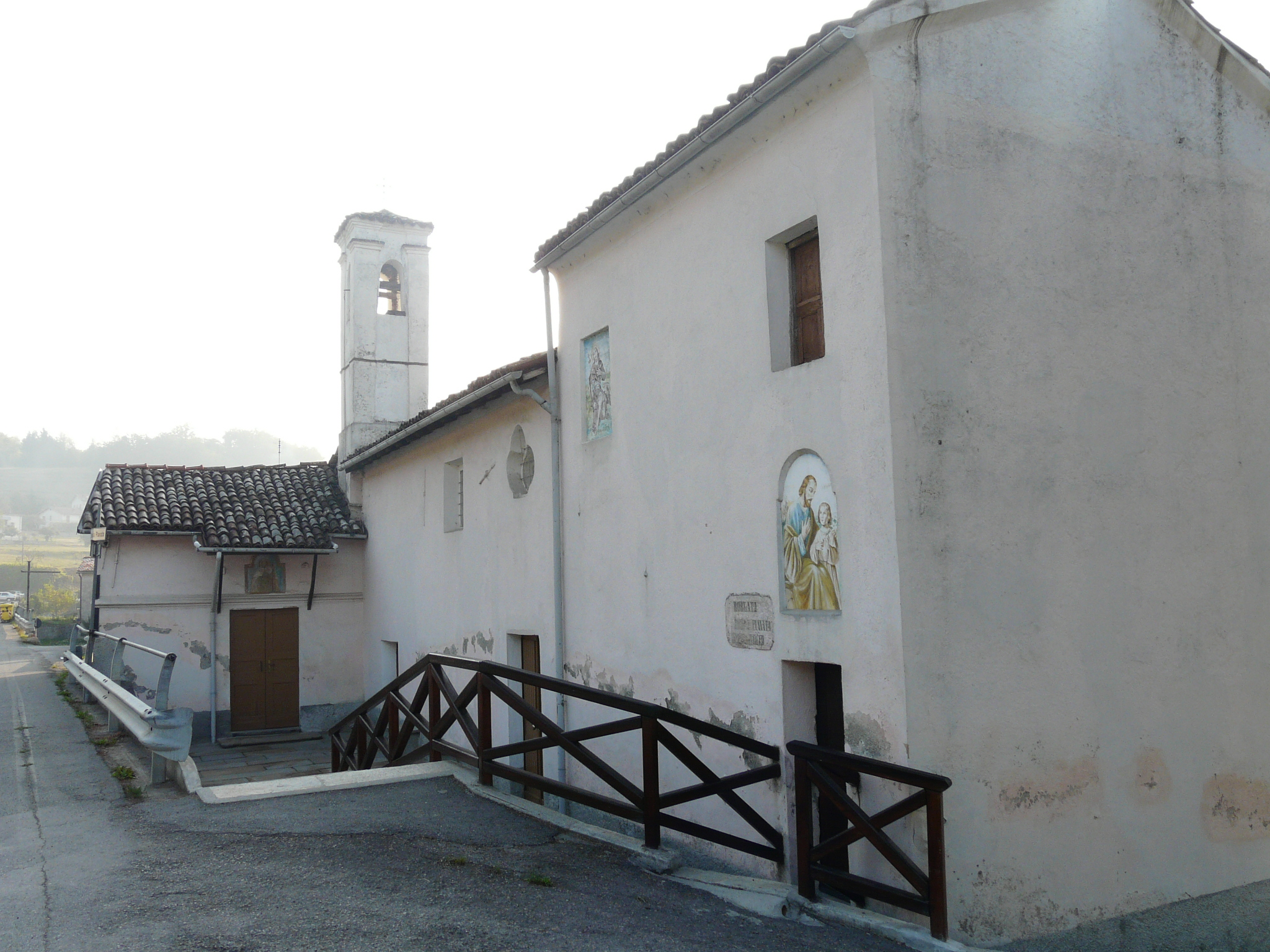
Kerk van Santi Rocco e Giuseppe
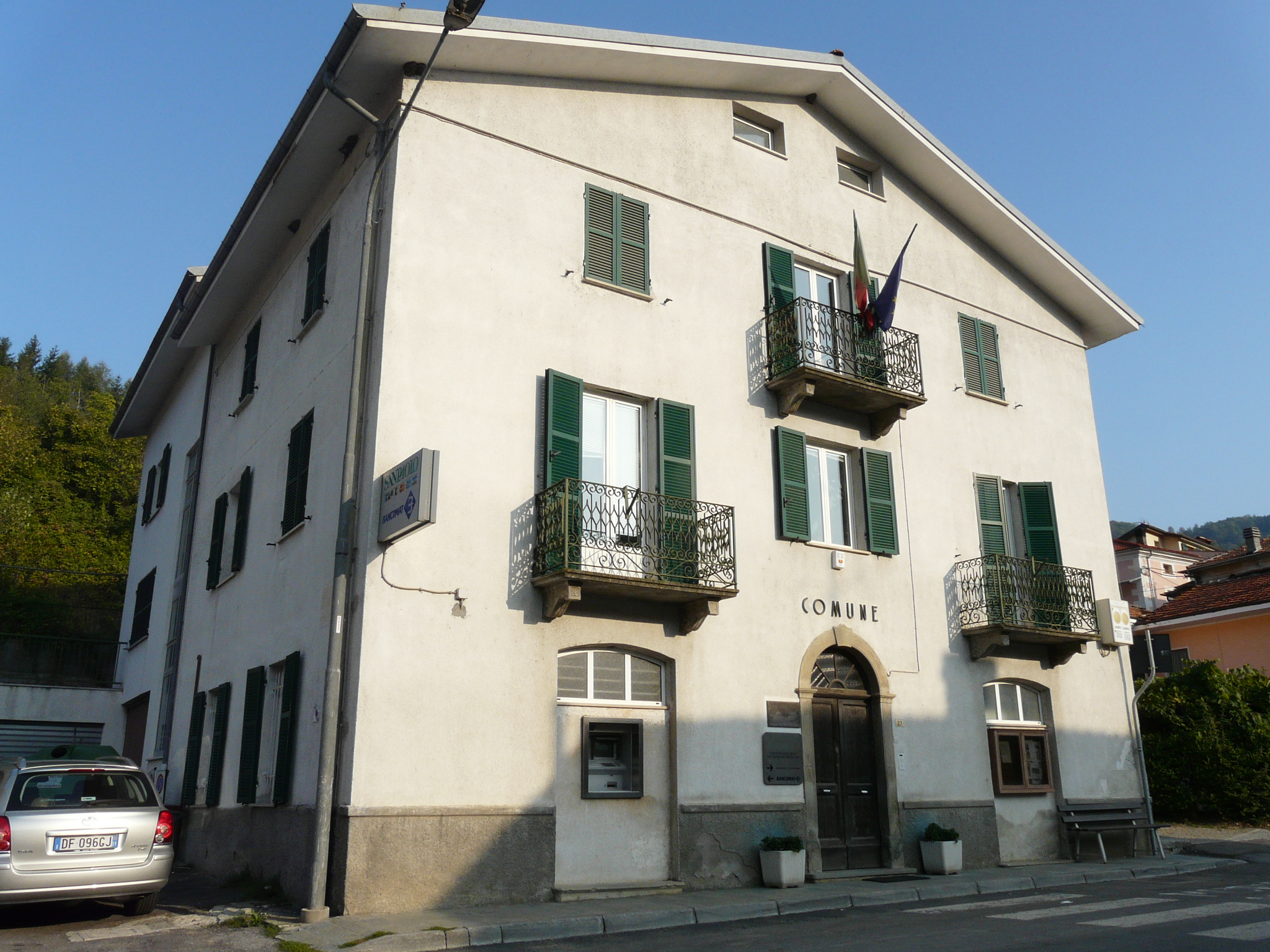
Gemeentehuis

## Demografie
Murialdo telt ongeveer 444 huishoudens. Het aantal inwoners daalde in de periode 1991-2001 met 2,4% volgens cijfers uit de tienjaarlijkse volkstellingen van ISTAT.
| Jaar | Inwoneraantal |
| ---- | ------------- |
| 1991 | 892           |
| 2001 | 871           |

## Geografie
Murialdo grenst aan de volgende gemeenten: Calizzano, Castelnuovo di Ceva (CN), Massimino, Millesimo, Osiglia, Perlo (CN), Priero (CN), Roccavignale.
Alassio · Albenga · Albisola Superiore · Albissola Marina · Altare · Andora · Arnasco · Balestrino · Bardineto · Bergeggi · Boissano · Borghetto Santo Spirito · Borgio Verezzi · Bormida · Cairo Montenotte · Calice Ligure · Calizzano · Carcare · Casanova Lerrone · Castelbianco · Castelvecchio di Rocca Barbena · Celle Ligure · Cengio · Ceriale · Cisano sul Neva · Cosseria · Dego · Erli · Finale Ligure · Garlenda · Giustenice · Giusvalla · Laigueglia · Loano · Magliolo · Mallare · Massimino · Millesimo · Mioglia · Murialdo · Nasino · Noli · Onzo · Orco Feglino · Ortovero · Osiglia · Pallare · Piana Crixia · Pietra Ligure · Plodio · Pontinvrea · Quiliano · Rialto · Roccavignale · Sassello · Savona · Spotorno · Stella · Stellanello · Testico · Toirano · Tovo San Giacomo · Urbe · Vado Ligure · Varazze · Vendone · Vezzi Portio · Villanova d'Albenga · Zuccarello
1. ↑  https://demo.istat.it/?l=it.